# 渡邊志穗 (漫畫家)
渡邊志穗（日语：わたなべ 志穂）（11月9日—）是日本女性漫畫家，出生於日本岐阜縣。天蠍座。血型o型。興趣是彈鋼琴。
處女作『レ・ン・ア・イレシピ』在1999年4月15日刊於《少女COMIC增刊》4月号，曾活躍於《Cheese!》、《Sho-Comiねっと-》。

## 作品
作品在日本皆於小學館出版、台灣多於長鴻出版社出版。
- 男公關遊戲系列（日语：ホスト遊戯シリーズ）
  1. 戀愛調教~男公關遊戲~（日语：恋愛調教〜ホスト遊戯〜）(全)
  2. 男公關遊戲（日语：裏恋愛調教～ホスト遊戯～）(全)
  3. (秘)~戀愛調教~男公關遊戲（日语：マル秘 恋愛調教～ホスト遊戯～）(全)
- 純愛女僕（日语：先生は生娘がお好き。）(全)
- 初戀男公關（日语：初恋～ホスト～）(全)
- 爆走 !! 戀愛衝擊（日语：爆走！！ラブアタック）(全)
- 愛的誓言~帶給妳幸福~（日语：ヤンキー愛を誓う）(全)
- 男公關教師J（日语：ご指名！ホスト教師J）(全2冊)
- 17歲、夏。~制服的情事~（日语：17歳、夏。～制服の情事～）(全)
- 純愛★網路男公關（日语：純愛★ログイン）(全)
- 放學後的角落、熱吻的餘溫（日语：放課後の片隅、キスの残像。）(全)
- 剎那的樂園（日语：セツナの楽園）(《Cheese!》－2007年8月号、全)
- 愛人~愛到心痛~（日语：愛人〜痛いほど愛して〜）(全)
- 愛想人~SEX FRIEND~（日语：愛想人〜SEX Friend〜）(全)
- 我的純樸男公關（日语：天然彼氏ホスト仕様）(全)
- 老師和我的第一次。（日语：先生と、私と、初めて。）(《Cheese!》2008年8月号－10月号、全)
- 初戀男×初戀女（日语：初カレ×初カノ）(全)
- 華姬-茶茶物語-（日语：華の姫 茶々ものがたり）(2009－2011、《Cheese!增刊》、全6冊)
- 對不起，我還是好喜歡你（日语：ごめん、それでもキミが好き）(全)
- Bye Bye!心愛的人（日语：バイバイ、好きな人）(全)
- 江～戰國公主～（日语：お江ものがたり）(全)（華姬-茶茶物語- 外傳）、東立出版社[註 2][3]
- 初戀像把利刃（日语：初恋はまるで刃のように）(《Cheese!》2011年12月号－、全)
- 快樂協定（日语：快楽協定）(全)
- 27歲─我想談戀愛。─（日语：27歳－あたし、恋が、したい。－）(《Petit comic》、全)
- 童貞教師的輕佻生活（日语：童貞教師のふまじめな日常）(2013－2015、《Cheese!增刊》－2015年1月号、全4冊)
- 獻給國王的無名指（日语：王様に捧ぐ薬指）(2014－2018、《Petit comic》、全8冊)
- 王子大人的婚前憂鬱（日语：王子様はマリッジブルー）(《Cheese!增刊》2014年11月号－2016年5月号→《Premium Cheese!》2016年6月号－2017年4月号、全3冊)
- 妳、宣誓愛我吧（日语：汝、オレに愛を誓え）(《Petit comic》、全)（獻給國王的無名指 番外編）
- 親吻之前就開始（日语：キスより先に、始めます）(《Premium Cheese!》2017年8月號－2021年4月號、全6冊)
- 影子不需要戀愛。（日语：黒子に恋は、いりません。）(2018－2019、《Petit comic》、全4冊)
- 18歲、新妻、不倫。（日语：18歳、新妻、不倫します。）(2020－2023、《Petit comic》、全11冊)
- 再見、Eden（さようなら、エデン。）(『妻Petit』2021年8月號－、既刊3冊)

註釋
1. ↑  2019年至今名為《Sho-ComiX》，屬《Sho-Comi》之增刊。
2. ↑  至今唯一一部非長鴻代理的單行本，東立將作者名以『渡辺志穂』表示。

## 外部連結
- わたなべ志穂 | チーズ！ネット （页面存档备份，存于）
- わたなべ志穂 作品一覧 | プチコミック 公式サイト｜小学館 （页面存档备份，存于）